# Cygwin
A Cygwin (kiejtése: /ˈsɪgwɪn/) egy Unix-szerű környezet és parancssoros felhasználói felület a Microsoft Windows operációs rendszerhez. A Cygwin lehetővé teszi a natív Windows-alapú alkalmazások, adatok és egyéb rendszererőforrások Unix-szerű felhasználói környezetben, az ahhoz illeszkedő szoftveres eszközökkel történő használatát. Biztosítja a Windows alapú programok futtatását, ugyanakkor lehetővé teszi a Unix-alapú programok futtatását is windowsos környezetben.
A Cygwin két részből áll: egy DLL-ből (a cygwin1.dll dinamikus könyvtár) mint API kompatibilitási réteg—ez biztosítja a (nem teljesen megvalósított) POSIX API funkcionalitást; valamint a hozzá tartozó  szoftverkészletből—ez szoftvereszközök és alkalmazások kiterjedt gyűjteménye, ami Unix-szerű felhasználást tesz lehetővé.
A Cygwin rendszert eredetileg a Cygnus Solutions fejlesztette ki, ám a céget később felvásárolta a Red Hat, Inc.. A programok nyílt forrásúak, szabad szoftver kategória alá tartoznak, amelyekre a GNU General Public License 2. verziójának feltételei vonatkoznak. Jelenleg a Red Hat, NetApp és más önkéntesek gondozzák és tartják fenn.

## Leírás
A Cygwin alapvető része egy könyvtár, ami a POSIX rendszerhívásokat ill. API funkciókat valósítja meg Win32 rendszerhívások használatával. További lényeges részei a GNU programfejlesztési eszközkészlet (development toolchain) (közöttük a GCC és GDB szoftverekkel), ami lehetővé teszi a programfejlesztést, és nagyszámú alkalmazás és felhasználói program, amik megfelelői megtalálhatóak egyéb Unix rendszerek alatt is.
Sok Unix programot portoltak Cygwinre, ezek között vannak pl. az X Window System, KDE, GNOME, Apache, és TeX szoftverek. Cygwin alatt standard Windows szolgáltatásként (service) installálható az inetd, syslogd, sshd, Apache és más démonok, ezáltal lehetővé téve a Microsoft Windows rendszerekben Unix és Linux serverek emulálását.
A Cygwin programok telepítésére a "setup" program szolgál: ez letölti az adott programot, valamint a szükséges egyéb fájlokat a különböző repositorykból. A setup képes installálni, frissíteni és törölni a programokat és azok forrás-csomagjait. Egy teljes Cygwin installáció akár 11,5 GiB helyet is elfoglalhat a merevlemezen, de 1 és 2 GiB között már használható konfigurációkat lehet telepíteni.
...